# Bucht von Butuan
Die Bucht von Butuan ist eine Bucht im nordöstlichen Teil der Insel Mindanao im Süden der Philippinen.
Die Bucht ist ein Teil der Mindanaosee, auch Boholsee genannt, und wird von der Provinz Agusan del Norte umschlossen.
Der  Agusan River, einer der größten Flüsse von Mindanao, mündet bei der Stadt Butuan City in die Bucht von Butuan.
Die Fischgründe der Bucht sind eine der Haupteinkommensquelle der Stadtbewohner und der gesamten Küstenregion der Provinz. Daneben ist die Bucht für den Tourismus und den Tauchsport interessant.